# Giorgos Kallis
Giorgos Kallis (Atenes, 8 de setembre de 1972) és un economista grec. És professor de la Institució Catalana de Recerca i Estudis Avançats a l'Institut de Ciència i Tecnologia Ambientals de la Universitat Autònoma de Barcelona, on imparteix classes d'Ecologia Política. És un dels principals defensors de la teoria del decreixement.

## Trajectòria
Kallis és fill dels metges Vassilis i Maria Kallis. La seva mare era una activista política que va ser empresonada durant la Dictadura dels Coronels i va ser membre fundadora del partit polític Verds Ecologistes, presidenta del Consell Internacional de Rehabilitació per a Víctimes de Tortura i candidata a les eleccions al Parlament Hel·lènic.
Kallis es va llicenciar en Química a l'Imperial College London, on va realitzar un màster en Enginyeria Ambiental. Després d'un període al Parlament Europeu treballant a la Unitat d'Avaluació d'Opcions Científiques i Tecnològiques per a la preparació de la Directiva Marc de l'Aigua de la UE, es va doctorar al Departament d'Estudis Ambientals de la Universitat de l'Egeu l'any 2003. De 2005 a 2008 va ser becari post-doctoral Marie Curie a l'Energy and Resources Group de la Universitat de Califòrnia a Berkeley.
Ha publicat investigacions sobre la política i la regulació de l'aigua de la UE, la història de l'aigua a Atenes, els conflictes a la badia-delta de Califòrnia, el canvi climàtic i la seguretat de l'aigua.
Ha treballat al voltant de la teoria de la coevolució en economia ecològica, explicant com les plagues van coevolucionar amb les tecnologies dels pesticides i les institucions que les regulaven, i en l'estudi del desenvolupament de l'aigua i la urbanització, i la coevolució de les comunitats rurals amb els seus ecosistemes.
Ha col·laborat amb l'historiador econòmic Joan Martínez-Alier, amb qui van constituir la Xarxa Europea d'Ecologia Política, una iniciativa de formació d'investigadors graduats en l'estudi dels conflictes ambientals. Kallis ha definit el decreixement com un procés de transformació política i social que redueix l'ús d'energia i recursos d'una societat alhora que millora la qualitat de vida, argumentant que combatre el canvi climàtic requereix «gestionar sense creixement».